# Cipadung
Cipadung is een bestuurslaag in het regentschap Kota Bandung van de provincie West-Java, Indonesië. Cipadung telt 22.024 inwoners (volkstelling 2010).